# Jazz à l'Ouest
Jazz à l'Ouest est un festival local de Jazz de la ville de Rennes en France, fondé en 1989,,,,. Il se situe sur plusieurs sites de l'agglomération et a lieu chaque année en novembre. Depuis quatre ans, le fil rouge est une région du monde. Les concerts ont lieu dans 22 salles à travers Rennes Métropoles et ses alentours.  
Chaque édition comporte une résidence de création et des actions/ateliers de pratiques artistiques et/ou culturelle. 
Le festival propose des musiciens aux identités diverses et représentant un jazz métissé. Il fait la jonction des pratiques et des courants musicaux de jazz, funk, groove, trad’, swing ou hip-hop.

## Historique
Conçu par Bernard Landat (directeur), en collaboration avec Alain Bioteau (programmateur), en 1989, le projet est porté par la Maison des jeunes et de la culture de Bréquigny, structure associative du quartier de Bréquigny, situé à Rennes. Dès l’origine, les organisateurs voulaient un festival « éclaté » géographiquement, dont la base demeure à la MJC.

## Les éditions

### Années 2010
| Année | Dates            | Thème          | Artistes programmés |
| ----- | ---------------- | -------------- | --- |
| 2012  | 8 au 16 novembre |                | Paco Sery, ESP +1, Logan Richardson, Chlorine Free, Will Vinson Quartet, Jacques Mozet Trio, Trio Ravenel, Poupa Blues, Nathalie Herczog, Aïda Diene, Julia Chesnin, Rajery, Moutin, Pilc, Hoenig, Yvan Knorst, Gangamix, Gael Horellou Quartet, Madeleine Payroux, Butch Warren, Grzegorz Karnas, Laura Perrudin Quartet, Flat Iron, Grant Green, Mari-Sol. |
| 2013  | 5 au 16 novembre |                | Boplicity Quartet, Electro Deluxe Big Brand, Ronald Baker Quintet, Paniscus, Mamabejo, Elastic Quartet, Roots & Acid Jazz, Fly, Diego Imbert Quartet, Ludovic Ernault Quintet, Jam à l'Ouest, Bzh Crew, Jazz is not Dead, Kansas City, Billy Cobham Band, Sixun, Erwan Boivent Trio, Big Daddy Wilson, Sixun, Véronique Hermann Sambin, Xavier Richardeau, Manu Grimonprez Sextet, Julia Chesnin Quartet, Elodie Rama, Cut the Alligator, DJ Freshhh. |
| 2014  | 4 au 15 novembre |                | Cut the Alligator , Lisa Simone, Sonya Pinçon, Mixcity, Green Milk, Yom, Raymon Lazer, Mountain Men, Ze Big Band & Ricky Ford, Poivre & Cel, Baba Touré, Pascal Solmon & Cie & Opa, Rinous Rider 4TET, Bibi Tanga, Snarky Puppy, Nicolas Folmer, Morvan, Govin Bernier, Gangamix, La machine Ronde, Grand'Groove Orchestra, The Volunteered slaves, Fonk'Electrik, Heat Wave, Groovy Mondys, Gangamix. |
| 2015  | 3 au 14 novembre | Asie mineure   | Audebert, Topiltzin, Stévenin, Hugh Coltman, Dr Lonnie Smith, Tribeqa, Malia, Arat Kilo, Sand Sisters, Soutime, Richie Cole, Playing the Music of the Alto Madness Orchestra, Ilhan Ersahin's, Istanbul Sessions, Dominique Carré, Miguel Zenon, Edouard Ravelomanantsoa, Charlotte Wassy, Brazil O'Funk, Amira et Bojan Z, Safirius, Pierre Dandin, Guillaume Sené, Tolga Askit, Horndogz, Mahsala, Susanne Abbuehl et Wolfert Brederode. |
| 2016  | 8 au 26 novembre | Mexique        | Avishai Cohen, Loulou is back in town, Foodfunk, Gwen & Tiana, Sarah Mckenzie, Souffles 3, Agata, Velvet Blossom, Lemontoke, Terikan, Orchestre Poly-rythmo de Cotonou, Soul time, Sax Machine, Jungle by night , Dominique Carré Quartet, Airelle Besson Quartet, XXX Trio, Olivier Pellan, Trio Raw, Benjamin Coum Trio, Moolight Benjamin, Ciné Birdman, Dexter Goldberg Trio, Meli Melo Mexico, Marquez-Gaudiche-Loric, Nâtah Big Band, Frères Landreau, Agata, Laura Perrudin, Jacob Collier, Gerry Lopez, Donnie Hataway, Erwan Volant, Xiacara, Luchazz, Orchestre national de Jazz de Mexico, Percepcion, 4TET, Leisure, Big Band, Papier Carton Orchestra , Togo, Gerry Lopez Trio. |
| 2017  | 7 au 25 novembre | Maghreb,       | Yllian Canizares / Le Swing Society / Aurore Voilque / Orchestre symphonique de Bretagne / Roland Becker Goeadec Project / Lucky Peterson / Clément Abraham Quartet / Gwana Groove / Michael Vigneron / Mashala / Leila and the Koalas / Wicked Jacker / Funk Eleven / Makidam Trip / The Wolphonics feat. Asha Griffith / Wicked Jacket / Charles Pasi / Leila & The Koalas / Mahsala / Classe de jazz du Conservatoire / James Carter’s Elektrik Outlet / Mickaël Vigneron / Bledur / Yussef Dayes Trio / TAO / Medhi Nassouli / Gnawa Groove Night / Journée à l’Ouest / Benjamin Coum / Clément Abraham / LTAO#3 / Abdul and The Gang / "EJMB feat. Abbé Ngayihi et Fred Burgazzi" / Galaad Moutoz Swing Orchestra / Velvet Blossom Quartet / Alex Grenier Trio / "Benjamin Coum Trio + Karim Ziad" / Master-class Magic Malik / Lucky Peterson / Moger Orchestra / Jasser Haj Youssef + Quatuor OSB / Moger Orchestra / Anna Stevens sings swing / Aurore Voilqué 7tet / Swing Society / The Glossy Sisters / Sean Gourley trio / Troï-k / Yillian Cañizares / Zä Quintet / Jazz Club Oriental / Ruby Rushton / BCG / Bonnaroo Trio + Papilles & Papiers / Jam Nola feat. The Soul Spirit Choir / Cut The Alligator / Kaalam / "L’Homme A. : ErikTruffaz / Bonnaire / Giuliani" / Dianne Reeves / Gaël Horellou & Ari Hoenig 4tet. |
| 2018  | 6 au 24 novembre | Asie Orientale | |
| 2019  | 6 au 23 novembre | 30ème édition  | 'Ndiaz / West Whispers / Baptiste Trotignon / Michel Portal /Jam Brass Band Nola / Gipsy Juxebox / Katrin Merili / Soul Time / La Récré / Broken Colors / Volkanik / Gilles de Suez / Conservatory Jazz Ensemble / Oro / Mégafaune / Pierrick Pédron / Le Club Jazz / No Money Kids / Delgrès / Toucas Trio Vasco / Bo Weavil & the groove makers / DD's brothers / Azilis Esnault duo / Madeleine Cazanave / Airelle Besson / Alex Tassel / Veni Vidi Swingi / Sky'zoN / Dalva / Vincent Bucher / Grupo Compay Segundo / Antiloops / Theon Cross / Salmon & Adnot / Chassol / Erwan Volant Quartet / |

### Années 2020
| Année | Dates            | Thème                      | Artistes programmés                                                    |
| ----- | ---------------- | -------------------------- | ---------------------------------------------------------------------- |
| 2020  | 3 au 20 novembre | Caraïbes & Iles Tropicales | 31ème édition annulée en raison de la crise sanitaire liée au COVID 19 |